# Tamano
Tamano (玉野市, Tamano-shi) est une ville japonaise du sud de la préfecture d'Okayama, située sur l'île de Honshū et bordant la mer intérieure de Seto.

## Histoire
Tamano prit sa forme administrative actuelle en 1940. La ville se développa fortement grâce à la construction navale qui en fit sa renommée. Elle se spécialisa aussi dans le raffinage du cuivre et dans l'industrie du sel.

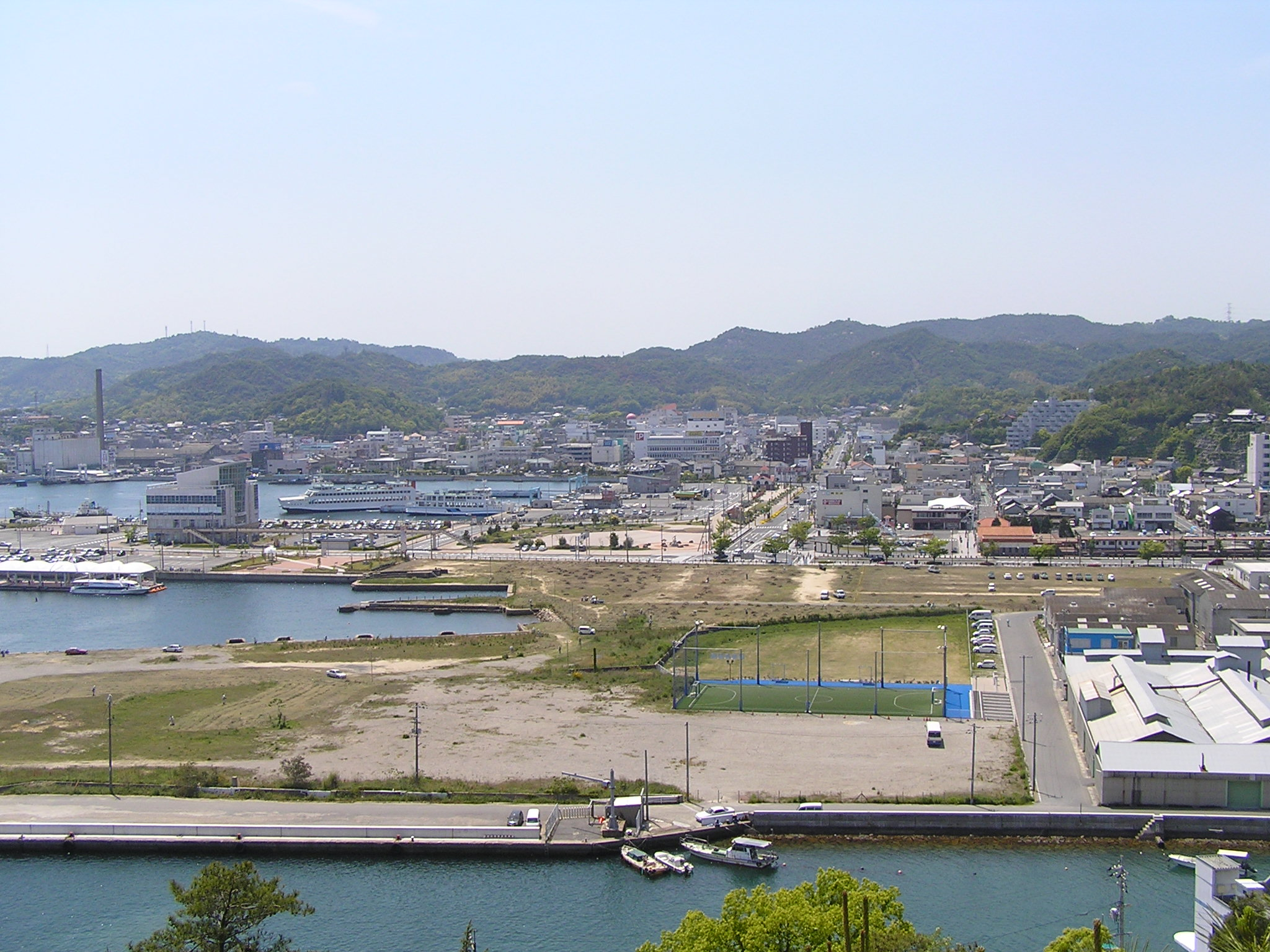
Panorama de Tamano.

Pendant longtemps, Tamano était un important port maritime qui permettait la liaison entre l'île de Honshū et celle de Shikoku. Cependant, la situation changea brusquement lors de l'ouverture du Grand pont de Seto tout proche en 1988 qui permet depuis une traversée beaucoup plus facile de la mer intérieur de Seto. La ville a donc renouvelé progressivement les fonctions de son port qui ne permettaient plus de garantir la prospérité de Tamano.
En 2006, le secteur du port d'Uno fut désigné par un plan de réforme de la ville pour devenir une zone échange culturelle. Dans cette même optique, le quartier de Tai a été reconverti en une aire logistique. Depuis, l'administration de Tamano s'affaire à créer de nouvelles réformes similaires.

## Économie

### Industrie
Profitant d'un climat ensoleillé et avantageux, l'industrie du sel commença très tôt. En 1863, après vingt ans de développement, un grand espace de production de sel fut aménagé en supplément des établissements préexistants de Hibiki (1829) et de Higashi-nozaki (1838). Plus tard, cette production s'intensifia, notamment dans les districts d'Uno et de Tama, et se réforma grâce à l'avancée technologique, surtout vers 1960.

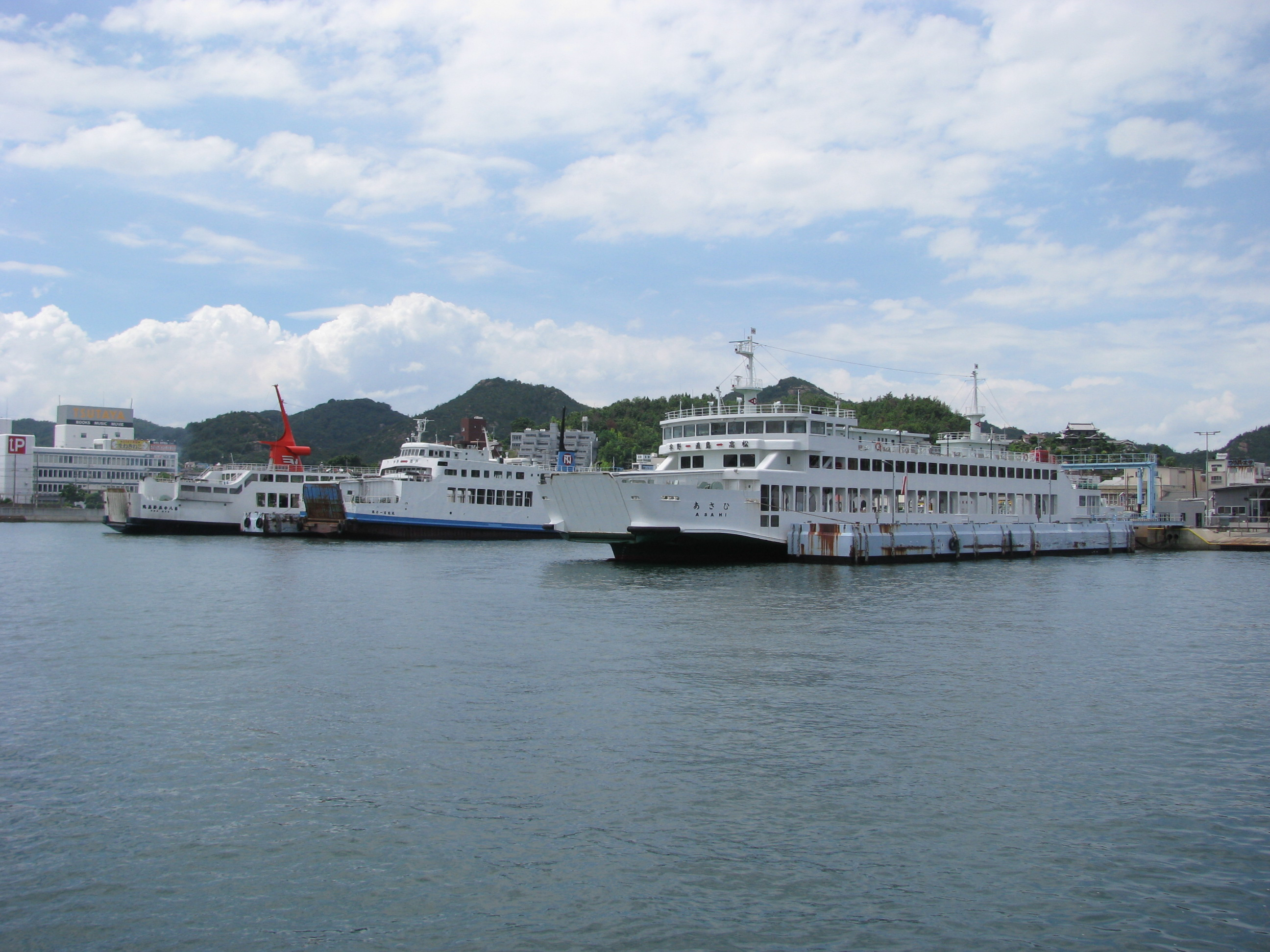
Vue sur le port d'Uno, dans la ville de Tamano.

À partir de 1917, la principale compagnie de construction navale de Tamano, la Tama Shipbuilding Company, utilisa des terrains anciennement dédiés à l'exploitation de sel dans le district de Tama pour développer sa production navale. Plus tard, la compagnie fut rebaptisée Mitsui Engineering and Shipbuilding Co., Ltd., son nom actuel.

## Culture locale et patrimoine
Tamano possède la plus grande plage de la préfecture d'Okayama, incluse dans la station balnéaire Shibukawa.
La ville comprend le musée marin municipal de Tamano.

### Patrimoine naturel
- Le parc Miyama
- La colline d'Ojigatake

### Événements

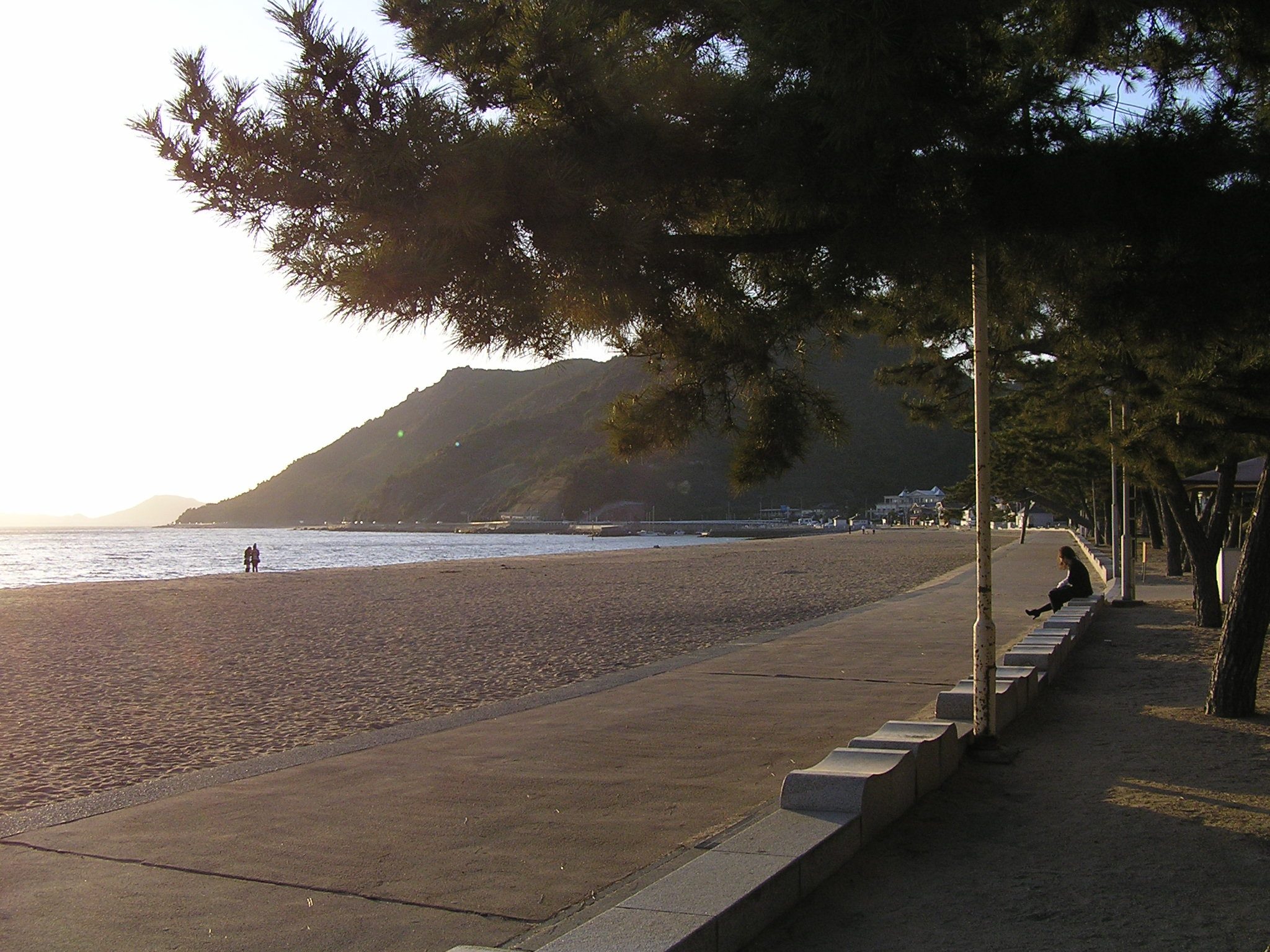
Plage de Shibukawa.

- Le Shibukawa wisteria festival (fêté le 29 avril)
- Le festival portuaire de Tamano (célébré au milieu du mois de mai)
- Le festival de Tamano[3]

## Jumelages
La ville de Tamano est jumelée avec plusieurs villes :
- Okaya (Japon), depuis le 1er octobre 1980 ;
- Tongyeong (Corée du Sud), depuis le 3 octobre 1981 ;
- Jiujiang (Chine), depuis le 5 octobre 1996 ;
- Gloucester (États-Unis), depuis le 23 juillet 2004.

Tamano a également conclu depuis le 29 juillet 1996 un partenariat avec Chūō, l'un des 23 arrondissements de Tōkyō.